# Freireligiöse Gemeinde Mainz

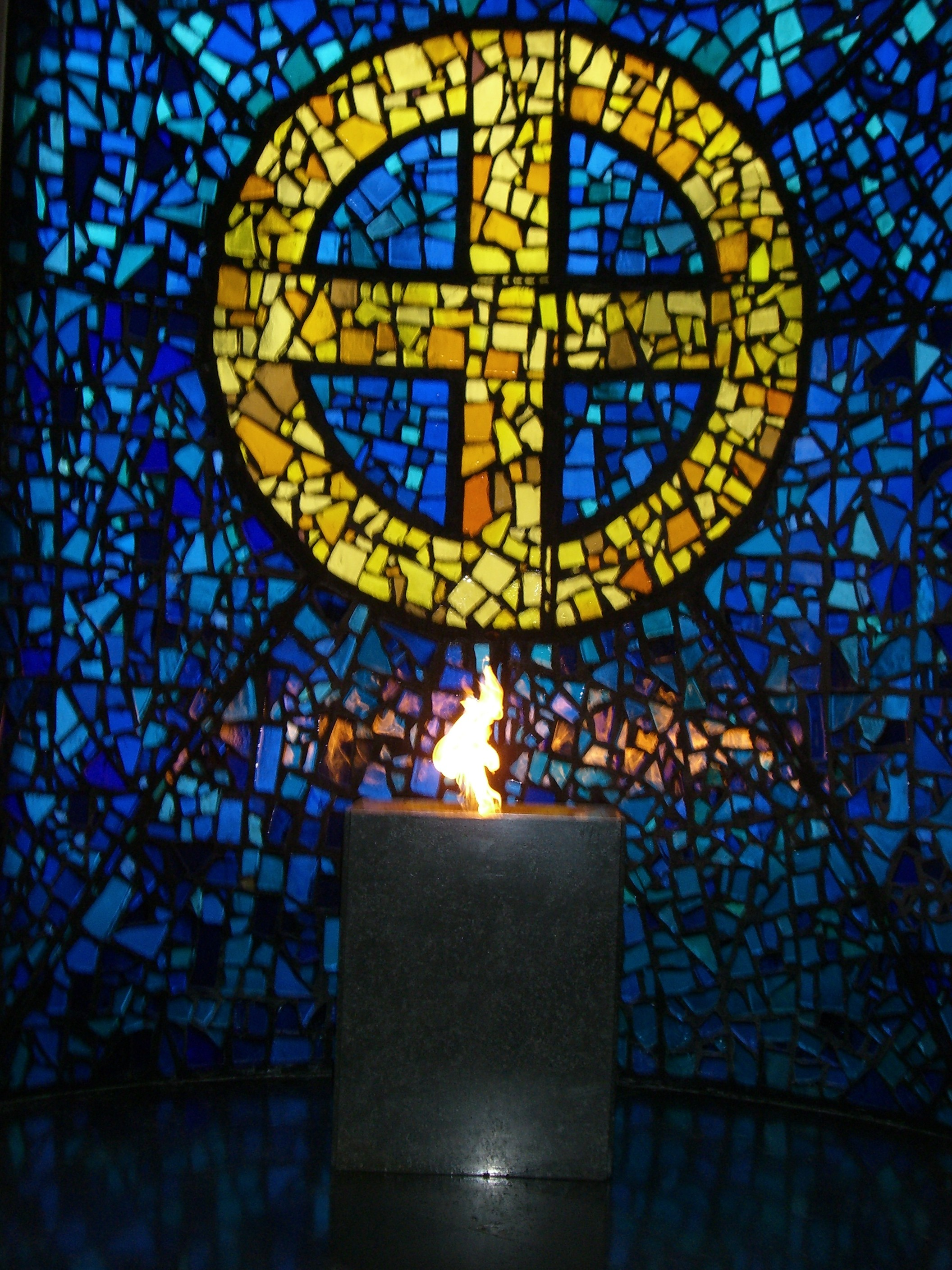
Sonnenrad mit Flamme in der Feierhalle der Freireligiösen Gemeinde Mainz, Gartenfeldstr.1

Am 27. Februar 1847 konstituierte sich die Freireligiöse Gemeinde Mainz unter dem Namen „Deutschkatholische Gemeinde“. Sie wurde von dem Verleger und Buchhändler Christian Scholz (1806–1880) gegründet, der später als Mitglied am Vorparlament in der Frankfurter Paulskirche teilnahm. Die ersten Mainzer Freireligiösen waren kirchenkritische Christen, die sich der Gemeinde aus Protest gegen Dogmatismus und hierarchische Struktur des Klerus anschlossen.

## Geschichte
Der erste Gottesdienst fand im Cafe Milano auf der Großen Bleiche durch Prediger Schell aus Wiesbaden statt. Nach Prediger Engelmann folgte Eduard Duller im Predigeramt. Der gebürtige Wiener ist Schriftsteller und liberaler Journalist, der mit der bürgerlichen Revolution 1848/1849 sympathisierte. Es folgten etliche Prediger, die sich seit den 1920er Jahren als Pfarrer bezeichnen.
Zu Geschichte und philosophisch-theologischem Hintergrund der Freireligiösen siehe auch „Freireligiöse Bewegung“.
Im Juni 1863 wurden der deutschkatholischen Gemeinde Mainz von der großherzoglichen Regierung die Korporationsrechte verliehen. Am 29. April 1863 kaufte die Gemeinde das „Heilig-Geist-Spital“ von der Stadt, um dort ihre Feierstunden abzuhalten. Nach 25 Jahren wurde das „Heilig-Geist-Spital“ an die Mainzer Aktien-Bierbrauerei verkauft. Das ehemalige Cafe Milano auf der Großen Bleiche 53 wurde 1891 erworben und zu einem Gemeindezentrum umgestaltet. Im gleichen Jahr erfolgte die Umbenennung der Deutschkatholischen Gemeinde Mainz in „Freie christliche Gemeinde“, um 1911 der Bezeichnung „Freireligiöse Gemeinde Mainz“ zu weichen. Gleichzeitig betonte die Gemeinde ihre Diesseitsorientierung, Freiheit von Glaubens- und Gewissenszwang und die Verbreitung einer auf wissenschaftlicher Erkenntnis aufgebauten Weltanschauung.
Im 19. Jahrhundert erreichte die Anzahl der Gemeindemitglieder im Jahr 1858 mit 1186 Personen den höchsten Stand, um vor allem in den Jahren zwischen 1870 und 1890 auf ca. 350 Mitglieder abzusinken. Grund war vor allem politische Verfolgung und Widerstand seitens der Regierung. Erst nach 1914 erhöhte sich die Zahl der Gemeindemitglieder wieder auf über 1000. Im Jahr 1923 verlieh das Hessische Ministerium des Innern der Gemeinde erneut die Körperschaftsrechte.
Mit Beginn der nationalsozialistischen Diktatur 1933 wurden etliche freireligiöse Gemeinden verboten. Andere Gemeinden – so auch Mainz unter ihrem Pfarrer Georg Pick – arrangierten sich unter Mühen mit den neuen Machthabern und konnten eingeschränkt weiterbestehen. Gleichwohl wurden einige ihrer Mitglieder, die sich politisch gegen die Nazis engagierten, verhaftet. Beim Bombenangriff auf Mainz wurde das Gemeindezentrum in der Großen Bleiche zerstört. Im Januar 1958 wurde das neue Gemeindezentrum mit Feierhalle, Veranstaltungsräumen und Gemeindebüro in der Gartenfeldstraße 1 in der Mainzer Neustadt eingeweiht.

## Ideeller Hintergrund
Seit den 1950er Jahren hat die Gemeinde den Charakter verändert, was sich in den Grundsätzen ihrer Verfassung niederschlägt. Im Jahr 1950 verstand die Gemeinde unter Religion noch die „Ehrfurcht vor Gott als dem ewigen Urgrund allen Seins“. 17 Jahre später definierte sie ihre Grundhaltung als die „Ehrfurcht vor dem ewigen Urgrunde allen Seins“. Weitere 18 Jahre später, 1985, hieß es in der Präambel, ihre Grundhaltung sei die „Ehrfurcht vor den vielfältigen Seinsformen“, die sich in der Natur, dem Menschen und dem Universum offenbaren. Damit zeigt sich in der Freireligiösen Gemeinde Mainz eine Entwicklung, die sich vom traditionellen Religionsbegriff löst und transzendente Bezüge ablehnt. Die Gemeindemitglieder fühlen sich eher einer im Diesseits verankerten Weltanschauung verpflichtet. Seit ihren Anfängen jedoch vertritt die Freireligiöse Gemeinde Mainz die Grundsätze: philosophisch, naturverbunden und humanistisch.
Die Grundgedanken der Freireligiösen Gemeinde Mainz (1991) beginnen mit der Feststellung:
„Im Wissen um die Geschichte und Tradition der Freireligiösen, deren oberstes Prinzip die freie Selbstbestimmung in allen religiösen Angelegenheiten sowie die Entwicklung einer auf die Bedürfnisse des Menschen bezogene Religiosität ist, gegründet auf dem Maßstab der Vernunft;  verpflichtet der Verantwortung für Mensch, Natur und Umwelt; in Anerkennung der Vielfältigkeit der Lebens- und Weisheitsformen; orientieren sich die Mitglieder der Freireligiösen Gemeinde Mainz an folgenden Grundgedanken, in dem Bewußtsein, diese auf Grund sich verändernder Erkenntnisse und Bedürfnisse kritisch zu hinterfragen.“
Symbol der Mainzer Gemeinde ist das Sonnenrad als uraltes Sinnbild von Ganzheit: der Mittelpunkt der vier Speichen symbolisiert das Unvergängliche. Das Sonnerad steht ebenso für den Jahreslauf mit den vier Jahreszeiten und für die vier Wendepunkte in der persönlichen Lebensgeschichte: Kindheit, Jugend, Erwachsensein und Alter.

## Struktur
Den Schwerpunkt des Gemeindelebens bilden Feiern und Veranstaltungen. Feierstunden, die regelmäßig stattfinden, bestehen aus einer Ansprache zu Themen, die Inhalte Freier Religion berühren. Zudem begleitet die Gemeinde ihre Mitglieder im Lebenslauf mit den Feiern der Taufe/Lebensweihe, Jugendweihe, Hochzeit und Trauerfeier.
Über aktuelle Themen und Ereignisse aus der Gemeinde werden die Mitglieder über eine monatlich erscheinende Zeitschrift „Wege ohne Dogma“ informiert. Zudem informiert ein Gemeindebrief jährlich zweimal über spezielle Gemeindeangelegenheiten.
Oberstes Organ ist die turnusmäßig stattfindende Gemeindeversammlung. Es folgen der Gemeinderat und der Gemeindevorstand. Die Präambel der „Verfassung der Freireligiösen Gemeinde Mainz“ beginnt mit dem Satz: „Die Freireligiöse Gemeinde Mainz ist ein Zusammenschluß von Menschen, die willens sind, sich ihr Weltbild auf der Grundlage der Wissenschaft, des Humanismus, der Freiheit und der Verantwortung des einzelnen neu zu entwickeln.“
Bereits 1882 wurde das Beitragssystem auf Steuereinzug umgestellt, d. h. die Beiträge werden seitdem über die Religionsgemeinschaftssteuer eingezogen.
Die Gemeinde besteht seit über 150 Jahren als staatlich anerkannte Religionsgemeinschaft (Körperschaft des öffentlichen Rechts). Sie hat ihr Gemeindezentrum in der Mainzer Neustadt.